# Lepus brachyurus
A Lebre-japonesa (Lepus brachyurus) é um leporídeo asiático, encontrado no Japão, China, leste da Rússia e península da Coreia.